# Fábio di Ojuara
Fábio de Araújo, mais conhecido como Fábio di Ojuara (Natal) é um artista plástico brasileiro.

## Carreira

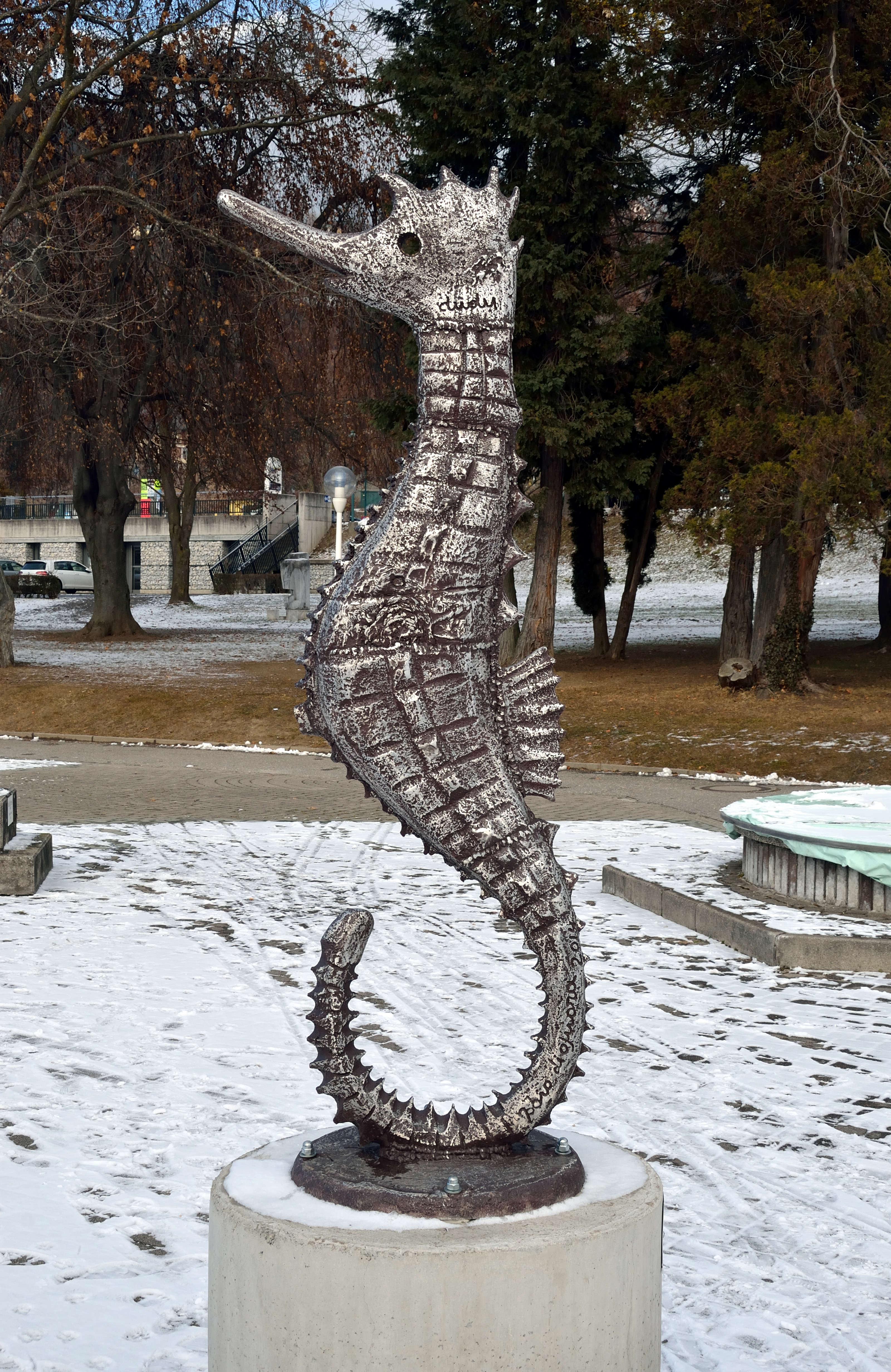
Escultura de cavalo marinho em Millstatt

Foi convidado para participar de um importante evento internacional, o Wassenkraft, que aconteceu em Gmünd, considerada a cidade austríaca da arte.
Realizou ainda performances na 52º Bienal Internacional de Veneza e em alguns países europeus.
Ojuara criou a "Associação dos Cornos Potiguares" após descobrir que fora traído por 8 anos seguidos e produziu ainda um manual para homens traídos, intitulado Sabendo Usar… Chifre Não É Problema, fruto de todos os anos de pesquisa e suas próprias experiências.

## Nepotismo cultural em Natal
No XI Salão de Artes Visuais de Natal, em 2006, ocorrido na Capitania das Artes e promovido pela Prefeitura, Ojuara e outros artistas acusaram o evento de favorecimento, já que a irmã de um dos organizadores do evento fora classificada.

## I Salão dos Excluídos
Depois desse "nepotismo artístico", o "Salão dos Excluídos", realizado em 8 de maio de 2006 (Dia do Artista Plástico), foi criado por Ojuara e outros artistas, que contou com mais de 200 participantes.
O evento também foi inspirado no Salão de Paris (1874), onde os artistas excluídos da mostra oficial deflagraram a arte contemporânea no mundo.
Ojuara produziu uma instalação no Salão dos Excluídos utilizando, entre outras coisas, lixo reciclado.